# Antonio Tomás Yegros
Antonio Tomás Anastasio Yegros y Franco de Torres y Penayo (Quyquyhó, 1783-ibidem, 1866) fue un militar paraguayo y prócer de la independencia del Paraguay. Era hermano de Fulgencio Yegros, quien también es reconocido como prócer de la independencia paraguaya.

## Biografía

### Primeros años
Nació en 1783 en la estancia Santa Bárbara ubicada en Quyquyhó, donde pasó sus primeros años de vida ayudando a su familia con las tareas de campo, desarrollando sus habilidades como jinete. 
Pertenecía a una de las familias más tradicionales y acaudaladas de la provincia del Paraguay; su abuelo Fulgencio Yegros y Ledesma incluso había sido gobernador de la misma de 1764 a 1766.

### Invasión inglesa de Buenos Aires
Al igual que su hermano Fulgencio Yegros, Antonio ya como militar de caballería participó en la lucha contra los ingleses durante la invasión inglesa de Buenos Aires en el año 1807.

### Expedición de Belgrano al Paraguay
Posteriormente combatió en el bando realista (bando paraguayo) contra los porteños de Manuel Belgrano en la Batalla de Paraguarí y luego en la Batalla de Tacuarí en el año 1811, batalla tras la cual fue ascendido al grado de capitán.

### Independencia del Paraguay
En la revolución de mayo de 1811, actuó como enlace entre Fulgencio Yegros, que estaba en Itapúa, y Pedro Juan Caballero, que estaba en Asunción. Por lo que su participación fue de vital importancia para asegurar el éxito del golpe que lograría la independencia del Paraguay el 14 y 15 de mayo de 1811.

### Gobierno del Dr. Francia
Después de la revolución de mayo ocupó algunos cargos militares importantes. Unos años después, en 1820 fue acusado de conspirar en contra del gobierno de José Gaspar Rodríguez de Francia y fue apresado, pero debido a la simpatía que tenía Francia por la familia Yegros (ya que eran parientes), poco tiempo después recuperó su libertad y vivió exiliado en Corrientes, Argentina.

### Regreso del exilio
Luego de la muerte del Dr. Francia en 1840, Antonio con 57 años de edad regresó al Paraguay después de 20 años de exilio y vivió una vida tranquila en su natal Quyquyhó, haciéndose cargo de las estancias que su familia poseía en la zona.

### Últimos años
Falleció de muerte natural a los 83 años en el año 1866, en su establecimiento ganadero en Isla Alta, Quyquyhó, en plena Guerra de la Triple Alianza y fue enterrado en el cementerio de Quyquyhó.

## Traslado de sus restos al Panteón de los Héroes
En 1961, por el 150° aniversario de la independencia del país, el periodista e historiador Juan E. O'Leary se dispuso a encontrar los restos de alguno de los próceres de la independencia para llevarlo al Panteón Nacional de los Héroes. 
Luego de una gran búsqueda que duró varios meses, O'Leary logró encontrar los restos de Antonio Tomás Yegros en el cementerio de Quyquyhó, esto gracias a que una de las nietas de Antonio, quien aún estaba viva en ese momento fue testigo de su entierro y ayudó a ubicar la tumba de su abuelo. 

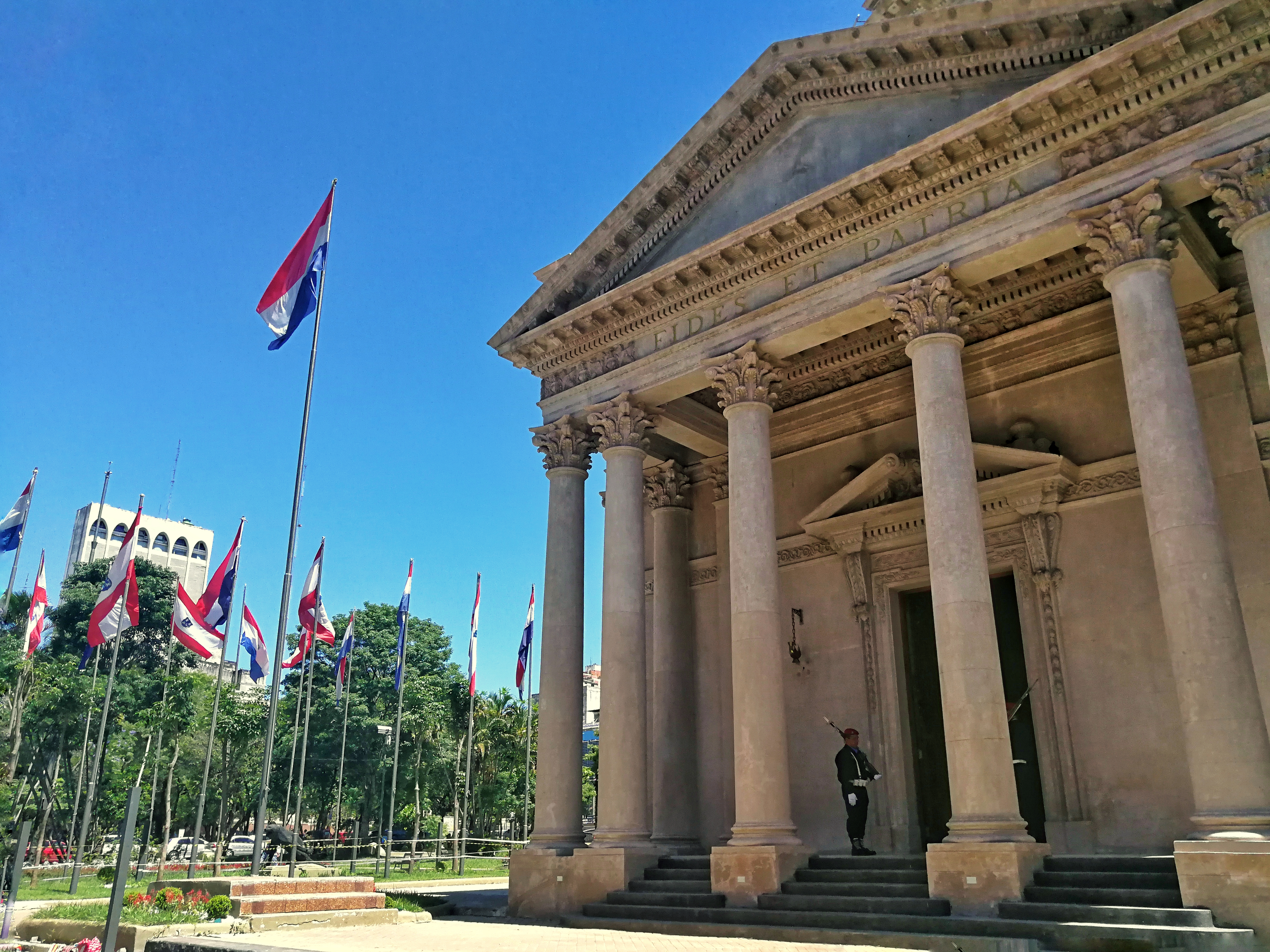
Panteón Nacional de los héroes.

Los restos de Antonio fueron exhumados el 10 de septiembre de 1961 y conservados en la iglesia de Quyquyhó. Posteriormente, el 13 de mayo de 1965 sus restos estuvieron en la Casa de la Independencia y finalmente el 14 de mayo de 1965 sus restos fueron trasladados con todos los honores al Panteón Nacional de los Héroes, donde descansan actualmente.Hasta la fecha, es el único prócer de la independencia de Paraguay, cuyos restos han sido encontrados.

## Homenajes
En su homenaje la Escuela Básica N° 910 Capitán Antonio Tomas Yegros de Quyquyhó lleva su nombre, además de dos calles, una en la ciudad de Lambaré y otra en Villa Elisa respectivamente.

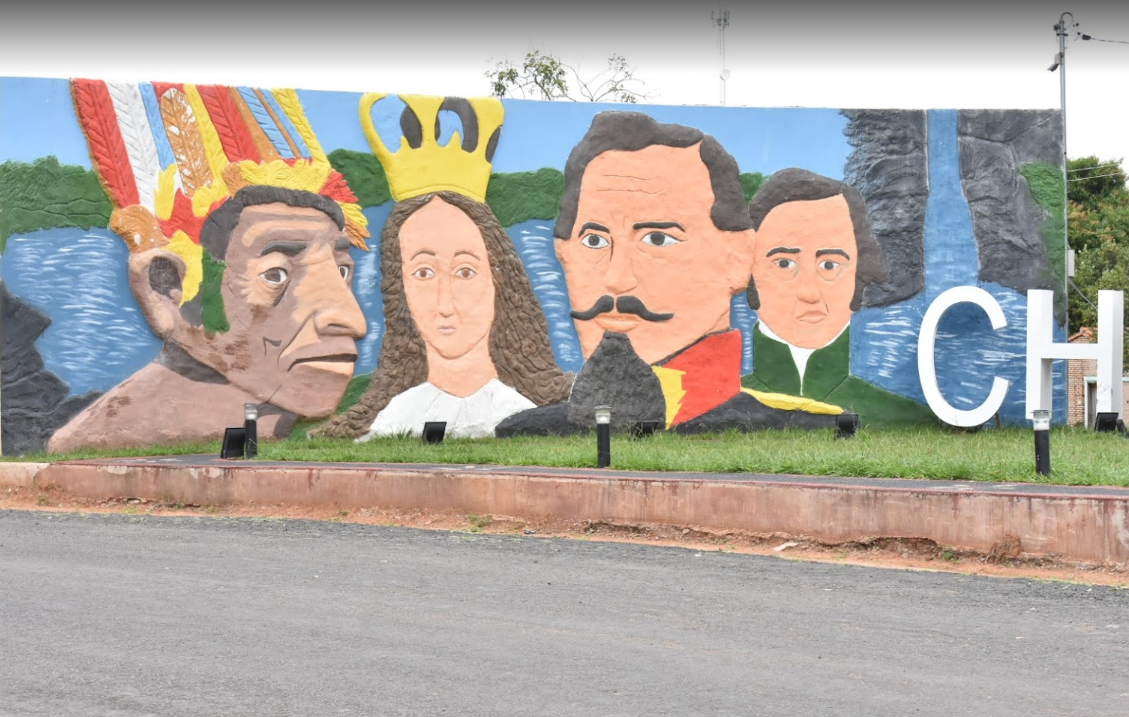
Mural en Quyquyhó, donde se homenajea a Fulgencio Yegros y Antonio Tomas Yegros (a la derecha).